# Château du Boscol
Le château du Boscol est une demeure du XVIe siècle qui se dresse sur le territoire de la commune française d'Héricourt-en-Caux, dans le département de la Seine-Maritime, en région Normandie.
Le château, propriété privée non ouverte à la visite, est partiellement inscrit au titre des monuments historiques.

## Localisation
Le château est situé à l'extrémité d'une longue allée, sur la commune d'Héricourt-en-Caux, dans le département français de la Seine-Maritime.

## Historique
Le château construit au XVIe siècle a été agrandi au début du XVIIe siècle par la famille de Normanville, puis au milieu du XVIIIe siècle par Charlotte Desmares de Bellefosse, héritière du Boscol, et Charles Hébert de Beauvoir, conseiller au Parlement de Normandie.
Il fut restauré au XIXe siècle, et son parc planté d'alignements de hêtres, vers 1865, par le fils de l'amiral de Beauvoir.
En 1987, le château était la possession de Mme Bernard Halliez et du marquis de Beauvoir.

## Description
Le château arbore des façades typiquement cauchoise, avec des croisillons vernissés ou des bandeaux de pierre et de silex taillés.

## Protection
Les façades et toitures du château, de la chapelle et du colombier ; les murs de clôture du parc avec les sauts-de-loup ; les pièces suivantes avec leur décor : grand salon au rez-de-chaussée, chambre est et chambre sud-ouest au 1er étage de l'aile sud, sont inscrits au titre des monuments historiques par arrêté du 23 février 1981.